# Mark Mangini
Mark Mangini é um sonoplasta estadunidense. Venceu o Oscar de melhor edição de som na edição de 2016 por Mad Max: Fury Road, ao lado de David White.